# Besma mattearia
Besma mattearia là một loài bướm đêm trong họ Geometridae.